# Nephrotoma minuscula
Nephrotoma minuscula är en tvåvingeart som först beskrevs av Mannheims 1951.  Nephrotoma minuscula ingår i släktet Nephrotoma och familjen storharkrankar. Inga underarter finns listade i Catalogue of Life.